# Pedro Pulido
Pedro Pulido Brizuela (La Habana, 27 de octubre de 1981) es un realizador audiovisual y de sonido cubano reconocido por su trabajo en televisión, cine y videoclips.
Su debut como director se produce en el año 2017 con Ramona, un corto entre la comedia y el terror presentado en la Muestra de Cine Joven del ICAIC, que llamó la atención por la crítica social que difundía desde el humor negro que fue hilo conductor de la historia. Su obra ha estado presente en producciones como Habana Selfies: Detrás de cámaras”, “Guanahacabibes”, Pequeñas mentiras piadosas  y “Cuba, my soul.

## Biografía
Pedro Pulido Brizuela es graduado de Licenciatura en Comunicación Social en la Universidad de La Habana.
Sus inicios en el universo del audiovisual se remontan al año 2000 asociados a la realización de sonido y el diseño de banda sonora en trabajos conocidos de la Televisión Cubana como Guanahacabibes, serie televisiva de aventuras sobre esta península casi deshabitada de Cuba o "Nuestra Haydee", un documental de Esther Barroso.
Paralelamente trabajó con la productora independiente Sex Machine que dirige Eduardo del Llano, en labores igualmente relacionadas con aspectos de sonido en cortos como Casting y  tuvo a su cargo la banda sonora del documental Pequeñas mentiras piadosas de Niccolò Bruna.
Su debut como cineasta se produce en el año 2017 con Ramona, un corto entre la comedia y el terror que se presentó en la 17.ª Muestra Joven del ICAIC.
Su obra se mueve entre el documental, los cortos de ficción y el videoclip, en este último en roles de dirección en videos para artistas como Tony Ávila, Azúcar Band, D´Corazón o Henry.
Pedro Pulido ha sido un habitual de backstages en el cine cubano, facturando los making off de filmes como Habana Selfies dirigida por Arturo Santana, El Regreso ópera prima de Blanca Rosa Blanco y Buscando a Casal de Jorge Luis Sánchez. Recientemente codirigió junto al holandés Craig Miller el documental Cuba, my soul.